# 陸河県
陸河県（りくかけん）は中華人民共和国広東省汕尾市に位置する県。

## 歴史
1988年1月7日、陸豊県より分離して陸河県が設置された。

## 行政区画
下部に8鎮を管轄する
- 河田鎮、水唇鎮、河口鎮、新田鎮、上護鎮、螺渓鎮、東坑鎮、南万鎮

## 交通

### 道路
- 高速道路
  -  甬莞高速道路（中国語版）
  -  梅汕高速道路（中国語版）
- 国道
  - G235国道（中国語版）